# Posizione di Lucena
|   | a                                                                                                  | b                                                                                                  | c                                                                                                  | d                                                                                                  | e                                                                                                  | f                                                                                                  | g                                                                                                  | h                                                                                                  |   |
| 8 | b8 re del bianco · d8 re del nero · b7 pedone del bianco · a2 torre del nero · c1 torre del bianco | b8 re del bianco · d8 re del nero · b7 pedone del bianco · a2 torre del nero · c1 torre del bianco | b8 re del bianco · d8 re del nero · b7 pedone del bianco · a2 torre del nero · c1 torre del bianco | b8 re del bianco · d8 re del nero · b7 pedone del bianco · a2 torre del nero · c1 torre del bianco | b8 re del bianco · d8 re del nero · b7 pedone del bianco · a2 torre del nero · c1 torre del bianco | b8 re del bianco · d8 re del nero · b7 pedone del bianco · a2 torre del nero · c1 torre del bianco | b8 re del bianco · d8 re del nero · b7 pedone del bianco · a2 torre del nero · c1 torre del bianco | b8 re del bianco · d8 re del nero · b7 pedone del bianco · a2 torre del nero · c1 torre del bianco | 8 |
| 7 | b8 re del bianco · d8 re del nero · b7 pedone del bianco · a2 torre del nero · c1 torre del bianco | b8 re del bianco · d8 re del nero · b7 pedone del bianco · a2 torre del nero · c1 torre del bianco | b8 re del bianco · d8 re del nero · b7 pedone del bianco · a2 torre del nero · c1 torre del bianco | b8 re del bianco · d8 re del nero · b7 pedone del bianco · a2 torre del nero · c1 torre del bianco | b8 re del bianco · d8 re del nero · b7 pedone del bianco · a2 torre del nero · c1 torre del bianco | b8 re del bianco · d8 re del nero · b7 pedone del bianco · a2 torre del nero · c1 torre del bianco | b8 re del bianco · d8 re del nero · b7 pedone del bianco · a2 torre del nero · c1 torre del bianco | b8 re del bianco · d8 re del nero · b7 pedone del bianco · a2 torre del nero · c1 torre del bianco | 7 |
| 6 | b8 re del bianco · d8 re del nero · b7 pedone del bianco · a2 torre del nero · c1 torre del bianco | b8 re del bianco · d8 re del nero · b7 pedone del bianco · a2 torre del nero · c1 torre del bianco | b8 re del bianco · d8 re del nero · b7 pedone del bianco · a2 torre del nero · c1 torre del bianco | b8 re del bianco · d8 re del nero · b7 pedone del bianco · a2 torre del nero · c1 torre del bianco | b8 re del bianco · d8 re del nero · b7 pedone del bianco · a2 torre del nero · c1 torre del bianco | b8 re del bianco · d8 re del nero · b7 pedone del bianco · a2 torre del nero · c1 torre del bianco | b8 re del bianco · d8 re del nero · b7 pedone del bianco · a2 torre del nero · c1 torre del bianco | b8 re del bianco · d8 re del nero · b7 pedone del bianco · a2 torre del nero · c1 torre del bianco | 6 |
| 5 | b8 re del bianco · d8 re del nero · b7 pedone del bianco · a2 torre del nero · c1 torre del bianco | b8 re del bianco · d8 re del nero · b7 pedone del bianco · a2 torre del nero · c1 torre del bianco | b8 re del bianco · d8 re del nero · b7 pedone del bianco · a2 torre del nero · c1 torre del bianco | b8 re del bianco · d8 re del nero · b7 pedone del bianco · a2 torre del nero · c1 torre del bianco | b8 re del bianco · d8 re del nero · b7 pedone del bianco · a2 torre del nero · c1 torre del bianco | b8 re del bianco · d8 re del nero · b7 pedone del bianco · a2 torre del nero · c1 torre del bianco | b8 re del bianco · d8 re del nero · b7 pedone del bianco · a2 torre del nero · c1 torre del bianco | b8 re del bianco · d8 re del nero · b7 pedone del bianco · a2 torre del nero · c1 torre del bianco | 5 |
| 4 | b8 re del bianco · d8 re del nero · b7 pedone del bianco · a2 torre del nero · c1 torre del bianco | b8 re del bianco · d8 re del nero · b7 pedone del bianco · a2 torre del nero · c1 torre del bianco | b8 re del bianco · d8 re del nero · b7 pedone del bianco · a2 torre del nero · c1 torre del bianco | b8 re del bianco · d8 re del nero · b7 pedone del bianco · a2 torre del nero · c1 torre del bianco | b8 re del bianco · d8 re del nero · b7 pedone del bianco · a2 torre del nero · c1 torre del bianco | b8 re del bianco · d8 re del nero · b7 pedone del bianco · a2 torre del nero · c1 torre del bianco | b8 re del bianco · d8 re del nero · b7 pedone del bianco · a2 torre del nero · c1 torre del bianco | b8 re del bianco · d8 re del nero · b7 pedone del bianco · a2 torre del nero · c1 torre del bianco | 4 |
| 3 | b8 re del bianco · d8 re del nero · b7 pedone del bianco · a2 torre del nero · c1 torre del bianco | b8 re del bianco · d8 re del nero · b7 pedone del bianco · a2 torre del nero · c1 torre del bianco | b8 re del bianco · d8 re del nero · b7 pedone del bianco · a2 torre del nero · c1 torre del bianco | b8 re del bianco · d8 re del nero · b7 pedone del bianco · a2 torre del nero · c1 torre del bianco | b8 re del bianco · d8 re del nero · b7 pedone del bianco · a2 torre del nero · c1 torre del bianco | b8 re del bianco · d8 re del nero · b7 pedone del bianco · a2 torre del nero · c1 torre del bianco | b8 re del bianco · d8 re del nero · b7 pedone del bianco · a2 torre del nero · c1 torre del bianco | b8 re del bianco · d8 re del nero · b7 pedone del bianco · a2 torre del nero · c1 torre del bianco | 3 |
| 2 | b8 re del bianco · d8 re del nero · b7 pedone del bianco · a2 torre del nero · c1 torre del bianco | b8 re del bianco · d8 re del nero · b7 pedone del bianco · a2 torre del nero · c1 torre del bianco | b8 re del bianco · d8 re del nero · b7 pedone del bianco · a2 torre del nero · c1 torre del bianco | b8 re del bianco · d8 re del nero · b7 pedone del bianco · a2 torre del nero · c1 torre del bianco | b8 re del bianco · d8 re del nero · b7 pedone del bianco · a2 torre del nero · c1 torre del bianco | b8 re del bianco · d8 re del nero · b7 pedone del bianco · a2 torre del nero · c1 torre del bianco | b8 re del bianco · d8 re del nero · b7 pedone del bianco · a2 torre del nero · c1 torre del bianco | b8 re del bianco · d8 re del nero · b7 pedone del bianco · a2 torre del nero · c1 torre del bianco | 2 |
| 1 | b8 re del bianco · d8 re del nero · b7 pedone del bianco · a2 torre del nero · c1 torre del bianco | b8 re del bianco · d8 re del nero · b7 pedone del bianco · a2 torre del nero · c1 torre del bianco | b8 re del bianco · d8 re del nero · b7 pedone del bianco · a2 torre del nero · c1 torre del bianco | b8 re del bianco · d8 re del nero · b7 pedone del bianco · a2 torre del nero · c1 torre del bianco | b8 re del bianco · d8 re del nero · b7 pedone del bianco · a2 torre del nero · c1 torre del bianco | b8 re del bianco · d8 re del nero · b7 pedone del bianco · a2 torre del nero · c1 torre del bianco | b8 re del bianco · d8 re del nero · b7 pedone del bianco · a2 torre del nero · c1 torre del bianco | b8 re del bianco · d8 re del nero · b7 pedone del bianco · a2 torre del nero · c1 torre del bianco | 1 |
|   | a                                                                                                  | b                                                                                                  | c                                                                                                  | d                                                                                                  | e                                                                                                  | f                                                                                                  | g                                                                                                  | h                                                                                                  |   |

La posizione di Lucena è una delle più note posizioni nella teoria dei finali di scacchi. Prende il nome dallo scacchista spagnolo Luis Ramírez de Lucena (anche se in realtà non appare nel suo libro Repetición de Amores e Arte de Axedrez) e venne pubblicata per la prima volta nel 1634 ne Il puttino di Alessandro Salvio, una biografia romanzata dello scacchista italiano Leonardo da Cutro. La posizione di Lucena assume un ruolo fondamentale nei finali di torre e pedone contro torre.

## Analisi della posizione
La posizione è quella mostrata nel diagramma all'inizio della pagina. Si noti che la posizione può essere spostata in maniera simmetrica in modo che il pedone si trovi su una delle colonne da "b" a "g" comprese. Lo scopo del Bianco è o  promuovere il pedone, o costringere il Nero a sacrificare la propria torre per evitarlo, ottenendo in entrambi i casi un vantaggio di materiale decisivo per vincere facilmente. Il Bianco è riuscito ad avanzare il proprio pedone fino alla settima traversa, ma è bloccato dalla presenza del proprio re nella casa di promozione. Il Bianco vorrebbe spostare il re e promuovere, ma non può farlo nella colonna "a" per la presenza della torre nera che la controlla e non può nella colonna "c" per la presenza del re nero.
Le caratteristiche essenziali della posizione sono:
- il pedone non deve essere sulle colonne "a" o "h"
- il pedone deve essere sulla settima traversa
- il re attaccante (dello stesso colore del pedone) è nella casa di promozione del proprio pedone
- la torre attaccante taglia fuori il re avversario di almeno una colonna dal pedone
- la torre difendente è nella colonna dall'altro lato del pedone.

Un approccio ovvio del Bianco del tipo:
1.Td1+(?) Re7
2.Rc7
non porta da nessuna parte. Il Nero semplicemente continuerà a dare scacco e il Bianco non farà progressi.
2…Tc2+
3.Rb6 Tb2+
4.Ra7 Ta2+
5.Rb8

## Il metodo per vincere: la costruzione del ponte
|   | a                                                                                                  | b                                                                                                  | c                                                                                                  | d                                                                                                  | e                                                                                                  | f                                                                                                  | g                                                                                                  | h                                                                                                  |   |
| 8 | b7 pedone del bianco · e7 re del nero · b5 re del bianco · b4 torre del bianco · b1 torre del nero | b7 pedone del bianco · e7 re del nero · b5 re del bianco · b4 torre del bianco · b1 torre del nero | b7 pedone del bianco · e7 re del nero · b5 re del bianco · b4 torre del bianco · b1 torre del nero | b7 pedone del bianco · e7 re del nero · b5 re del bianco · b4 torre del bianco · b1 torre del nero | b7 pedone del bianco · e7 re del nero · b5 re del bianco · b4 torre del bianco · b1 torre del nero | b7 pedone del bianco · e7 re del nero · b5 re del bianco · b4 torre del bianco · b1 torre del nero | b7 pedone del bianco · e7 re del nero · b5 re del bianco · b4 torre del bianco · b1 torre del nero | b7 pedone del bianco · e7 re del nero · b5 re del bianco · b4 torre del bianco · b1 torre del nero | 8 |
| 7 | b7 pedone del bianco · e7 re del nero · b5 re del bianco · b4 torre del bianco · b1 torre del nero | b7 pedone del bianco · e7 re del nero · b5 re del bianco · b4 torre del bianco · b1 torre del nero | b7 pedone del bianco · e7 re del nero · b5 re del bianco · b4 torre del bianco · b1 torre del nero | b7 pedone del bianco · e7 re del nero · b5 re del bianco · b4 torre del bianco · b1 torre del nero | b7 pedone del bianco · e7 re del nero · b5 re del bianco · b4 torre del bianco · b1 torre del nero | b7 pedone del bianco · e7 re del nero · b5 re del bianco · b4 torre del bianco · b1 torre del nero | b7 pedone del bianco · e7 re del nero · b5 re del bianco · b4 torre del bianco · b1 torre del nero | b7 pedone del bianco · e7 re del nero · b5 re del bianco · b4 torre del bianco · b1 torre del nero | 7 |
| 6 | b7 pedone del bianco · e7 re del nero · b5 re del bianco · b4 torre del bianco · b1 torre del nero | b7 pedone del bianco · e7 re del nero · b5 re del bianco · b4 torre del bianco · b1 torre del nero | b7 pedone del bianco · e7 re del nero · b5 re del bianco · b4 torre del bianco · b1 torre del nero | b7 pedone del bianco · e7 re del nero · b5 re del bianco · b4 torre del bianco · b1 torre del nero | b7 pedone del bianco · e7 re del nero · b5 re del bianco · b4 torre del bianco · b1 torre del nero | b7 pedone del bianco · e7 re del nero · b5 re del bianco · b4 torre del bianco · b1 torre del nero | b7 pedone del bianco · e7 re del nero · b5 re del bianco · b4 torre del bianco · b1 torre del nero | b7 pedone del bianco · e7 re del nero · b5 re del bianco · b4 torre del bianco · b1 torre del nero | 6 |
| 5 | b7 pedone del bianco · e7 re del nero · b5 re del bianco · b4 torre del bianco · b1 torre del nero | b7 pedone del bianco · e7 re del nero · b5 re del bianco · b4 torre del bianco · b1 torre del nero | b7 pedone del bianco · e7 re del nero · b5 re del bianco · b4 torre del bianco · b1 torre del nero | b7 pedone del bianco · e7 re del nero · b5 re del bianco · b4 torre del bianco · b1 torre del nero | b7 pedone del bianco · e7 re del nero · b5 re del bianco · b4 torre del bianco · b1 torre del nero | b7 pedone del bianco · e7 re del nero · b5 re del bianco · b4 torre del bianco · b1 torre del nero | b7 pedone del bianco · e7 re del nero · b5 re del bianco · b4 torre del bianco · b1 torre del nero | b7 pedone del bianco · e7 re del nero · b5 re del bianco · b4 torre del bianco · b1 torre del nero | 5 |
| 4 | b7 pedone del bianco · e7 re del nero · b5 re del bianco · b4 torre del bianco · b1 torre del nero | b7 pedone del bianco · e7 re del nero · b5 re del bianco · b4 torre del bianco · b1 torre del nero | b7 pedone del bianco · e7 re del nero · b5 re del bianco · b4 torre del bianco · b1 torre del nero | b7 pedone del bianco · e7 re del nero · b5 re del bianco · b4 torre del bianco · b1 torre del nero | b7 pedone del bianco · e7 re del nero · b5 re del bianco · b4 torre del bianco · b1 torre del nero | b7 pedone del bianco · e7 re del nero · b5 re del bianco · b4 torre del bianco · b1 torre del nero | b7 pedone del bianco · e7 re del nero · b5 re del bianco · b4 torre del bianco · b1 torre del nero | b7 pedone del bianco · e7 re del nero · b5 re del bianco · b4 torre del bianco · b1 torre del nero | 4 |
| 3 | b7 pedone del bianco · e7 re del nero · b5 re del bianco · b4 torre del bianco · b1 torre del nero | b7 pedone del bianco · e7 re del nero · b5 re del bianco · b4 torre del bianco · b1 torre del nero | b7 pedone del bianco · e7 re del nero · b5 re del bianco · b4 torre del bianco · b1 torre del nero | b7 pedone del bianco · e7 re del nero · b5 re del bianco · b4 torre del bianco · b1 torre del nero | b7 pedone del bianco · e7 re del nero · b5 re del bianco · b4 torre del bianco · b1 torre del nero | b7 pedone del bianco · e7 re del nero · b5 re del bianco · b4 torre del bianco · b1 torre del nero | b7 pedone del bianco · e7 re del nero · b5 re del bianco · b4 torre del bianco · b1 torre del nero | b7 pedone del bianco · e7 re del nero · b5 re del bianco · b4 torre del bianco · b1 torre del nero | 3 |
| 2 | b7 pedone del bianco · e7 re del nero · b5 re del bianco · b4 torre del bianco · b1 torre del nero | b7 pedone del bianco · e7 re del nero · b5 re del bianco · b4 torre del bianco · b1 torre del nero | b7 pedone del bianco · e7 re del nero · b5 re del bianco · b4 torre del bianco · b1 torre del nero | b7 pedone del bianco · e7 re del nero · b5 re del bianco · b4 torre del bianco · b1 torre del nero | b7 pedone del bianco · e7 re del nero · b5 re del bianco · b4 torre del bianco · b1 torre del nero | b7 pedone del bianco · e7 re del nero · b5 re del bianco · b4 torre del bianco · b1 torre del nero | b7 pedone del bianco · e7 re del nero · b5 re del bianco · b4 torre del bianco · b1 torre del nero | b7 pedone del bianco · e7 re del nero · b5 re del bianco · b4 torre del bianco · b1 torre del nero | 2 |
| 1 | b7 pedone del bianco · e7 re del nero · b5 re del bianco · b4 torre del bianco · b1 torre del nero | b7 pedone del bianco · e7 re del nero · b5 re del bianco · b4 torre del bianco · b1 torre del nero | b7 pedone del bianco · e7 re del nero · b5 re del bianco · b4 torre del bianco · b1 torre del nero | b7 pedone del bianco · e7 re del nero · b5 re del bianco · b4 torre del bianco · b1 torre del nero | b7 pedone del bianco · e7 re del nero · b5 re del bianco · b4 torre del bianco · b1 torre del nero | b7 pedone del bianco · e7 re del nero · b5 re del bianco · b4 torre del bianco · b1 torre del nero | b7 pedone del bianco · e7 re del nero · b5 re del bianco · b4 torre del bianco · b1 torre del nero | b7 pedone del bianco · e7 re del nero · b5 re del bianco · b4 torre del bianco · b1 torre del nero | 1 |
|   | a                                                                                                  | b                                                                                                  | c                                                                                                  | d                                                                                                  | e                                                                                                  | f                                                                                                  | g                                                                                                  | h                                                                                                  |   |

Nella posizione di Lucena, il Bianco ha un metodo per assicurarsi la vittoria. Il metodo è valido se il pedone non è sulle colonne "a" o "h", ma può funzionare anche in quei casi se la torre bianca è già sulla quarta traversa, la torre nera non è sulla colonna adiacente a quella del pedone e la mossa è al Bianco. Esiste anche un metodo alternativo per forzare la vittoria in questa posizione che funziona però solo col pedone nelle colonne da "c" ad "f" (si veda Finali di torre e pedone contro torre).
Nella posizione di Lucena il Bianco vince con:
1.Td1+ Re7
2.Td4!
ora, se il Nero gioca una mossa d'attesa come
2…Ta1
sperando di infastidire il re bianco con continui scacchi, il Bianco prosegue con
3.Rc7 Tc1+
4.Rb6 Tb1+
5.Rc6 Tc1+
oppure 5.Ra6 Ta1+
6.Rb5 Tb1+
7 Tb4!
ora la torre nera non può più dare scacco e non può impedire la promozione. La protezione fatta dalla torre bianca al proprio re ed al pedone viene spesso chiamata costruzione del ponte.
È importante che la torre bianca si porti inizialmente in quarta traversa se il Nero usa la sua difesa più attiva, dando ripetutamente scacco al re bianco. Se il Nero abbandona tale difesa, la torre bianca può costruire il ponte in quinta traversa. Nella linea precedente, dopo 
5.Rc6
se il Nero muove
5…Re6
c'è una trappola per il Bianco: se 6.Td5?? (per costruire il ponte sulla quinta traversa) allora 6…Txb7! patta. Comunque se:
6.Td6+ Re7
7.Td5!
e il Bianco può costruire il ponte sulla quinta traversa portando la torre in b5, il re in b6 e in seguito promuove.
7…Tc1+
8.Rb6 Tb1+
9.Tb5 e vince
Trappola per il bianco se tenta di costruire il ponte in 5 traversa 1. Td1+ Re7 2. Td5 Ta1 3. Rc7 Tc1+ 4. Rb6 Re6! se il bianco promuove con 5. b8=D 5. ... Tb1+!! 6. Rc7 Txb8 ed è patta!

### La mossa al Nero
|   | a                                                                                                  | b                                                                                                  | c                                                                                                  | d                                                                                                  | e                                                                                                  | f                                                                                                  | g                                                                                                  | h                                                                                                  |   |
| 8 | b7 pedone del bianco · e7 re del nero · a6 re del bianco · d5 torre del bianco · b2 torre del nero | b7 pedone del bianco · e7 re del nero · a6 re del bianco · d5 torre del bianco · b2 torre del nero | b7 pedone del bianco · e7 re del nero · a6 re del bianco · d5 torre del bianco · b2 torre del nero | b7 pedone del bianco · e7 re del nero · a6 re del bianco · d5 torre del bianco · b2 torre del nero | b7 pedone del bianco · e7 re del nero · a6 re del bianco · d5 torre del bianco · b2 torre del nero | b7 pedone del bianco · e7 re del nero · a6 re del bianco · d5 torre del bianco · b2 torre del nero | b7 pedone del bianco · e7 re del nero · a6 re del bianco · d5 torre del bianco · b2 torre del nero | b7 pedone del bianco · e7 re del nero · a6 re del bianco · d5 torre del bianco · b2 torre del nero | 8 |
| 7 | b7 pedone del bianco · e7 re del nero · a6 re del bianco · d5 torre del bianco · b2 torre del nero | b7 pedone del bianco · e7 re del nero · a6 re del bianco · d5 torre del bianco · b2 torre del nero | b7 pedone del bianco · e7 re del nero · a6 re del bianco · d5 torre del bianco · b2 torre del nero | b7 pedone del bianco · e7 re del nero · a6 re del bianco · d5 torre del bianco · b2 torre del nero | b7 pedone del bianco · e7 re del nero · a6 re del bianco · d5 torre del bianco · b2 torre del nero | b7 pedone del bianco · e7 re del nero · a6 re del bianco · d5 torre del bianco · b2 torre del nero | b7 pedone del bianco · e7 re del nero · a6 re del bianco · d5 torre del bianco · b2 torre del nero | b7 pedone del bianco · e7 re del nero · a6 re del bianco · d5 torre del bianco · b2 torre del nero | 7 |
| 6 | b7 pedone del bianco · e7 re del nero · a6 re del bianco · d5 torre del bianco · b2 torre del nero | b7 pedone del bianco · e7 re del nero · a6 re del bianco · d5 torre del bianco · b2 torre del nero | b7 pedone del bianco · e7 re del nero · a6 re del bianco · d5 torre del bianco · b2 torre del nero | b7 pedone del bianco · e7 re del nero · a6 re del bianco · d5 torre del bianco · b2 torre del nero | b7 pedone del bianco · e7 re del nero · a6 re del bianco · d5 torre del bianco · b2 torre del nero | b7 pedone del bianco · e7 re del nero · a6 re del bianco · d5 torre del bianco · b2 torre del nero | b7 pedone del bianco · e7 re del nero · a6 re del bianco · d5 torre del bianco · b2 torre del nero | b7 pedone del bianco · e7 re del nero · a6 re del bianco · d5 torre del bianco · b2 torre del nero | 6 |
| 5 | b7 pedone del bianco · e7 re del nero · a6 re del bianco · d5 torre del bianco · b2 torre del nero | b7 pedone del bianco · e7 re del nero · a6 re del bianco · d5 torre del bianco · b2 torre del nero | b7 pedone del bianco · e7 re del nero · a6 re del bianco · d5 torre del bianco · b2 torre del nero | b7 pedone del bianco · e7 re del nero · a6 re del bianco · d5 torre del bianco · b2 torre del nero | b7 pedone del bianco · e7 re del nero · a6 re del bianco · d5 torre del bianco · b2 torre del nero | b7 pedone del bianco · e7 re del nero · a6 re del bianco · d5 torre del bianco · b2 torre del nero | b7 pedone del bianco · e7 re del nero · a6 re del bianco · d5 torre del bianco · b2 torre del nero | b7 pedone del bianco · e7 re del nero · a6 re del bianco · d5 torre del bianco · b2 torre del nero | 5 |
| 4 | b7 pedone del bianco · e7 re del nero · a6 re del bianco · d5 torre del bianco · b2 torre del nero | b7 pedone del bianco · e7 re del nero · a6 re del bianco · d5 torre del bianco · b2 torre del nero | b7 pedone del bianco · e7 re del nero · a6 re del bianco · d5 torre del bianco · b2 torre del nero | b7 pedone del bianco · e7 re del nero · a6 re del bianco · d5 torre del bianco · b2 torre del nero | b7 pedone del bianco · e7 re del nero · a6 re del bianco · d5 torre del bianco · b2 torre del nero | b7 pedone del bianco · e7 re del nero · a6 re del bianco · d5 torre del bianco · b2 torre del nero | b7 pedone del bianco · e7 re del nero · a6 re del bianco · d5 torre del bianco · b2 torre del nero | b7 pedone del bianco · e7 re del nero · a6 re del bianco · d5 torre del bianco · b2 torre del nero | 4 |
| 3 | b7 pedone del bianco · e7 re del nero · a6 re del bianco · d5 torre del bianco · b2 torre del nero | b7 pedone del bianco · e7 re del nero · a6 re del bianco · d5 torre del bianco · b2 torre del nero | b7 pedone del bianco · e7 re del nero · a6 re del bianco · d5 torre del bianco · b2 torre del nero | b7 pedone del bianco · e7 re del nero · a6 re del bianco · d5 torre del bianco · b2 torre del nero | b7 pedone del bianco · e7 re del nero · a6 re del bianco · d5 torre del bianco · b2 torre del nero | b7 pedone del bianco · e7 re del nero · a6 re del bianco · d5 torre del bianco · b2 torre del nero | b7 pedone del bianco · e7 re del nero · a6 re del bianco · d5 torre del bianco · b2 torre del nero | b7 pedone del bianco · e7 re del nero · a6 re del bianco · d5 torre del bianco · b2 torre del nero | 3 |
| 2 | b7 pedone del bianco · e7 re del nero · a6 re del bianco · d5 torre del bianco · b2 torre del nero | b7 pedone del bianco · e7 re del nero · a6 re del bianco · d5 torre del bianco · b2 torre del nero | b7 pedone del bianco · e7 re del nero · a6 re del bianco · d5 torre del bianco · b2 torre del nero | b7 pedone del bianco · e7 re del nero · a6 re del bianco · d5 torre del bianco · b2 torre del nero | b7 pedone del bianco · e7 re del nero · a6 re del bianco · d5 torre del bianco · b2 torre del nero | b7 pedone del bianco · e7 re del nero · a6 re del bianco · d5 torre del bianco · b2 torre del nero | b7 pedone del bianco · e7 re del nero · a6 re del bianco · d5 torre del bianco · b2 torre del nero | b7 pedone del bianco · e7 re del nero · a6 re del bianco · d5 torre del bianco · b2 torre del nero | 2 |
| 1 | b7 pedone del bianco · e7 re del nero · a6 re del bianco · d5 torre del bianco · b2 torre del nero | b7 pedone del bianco · e7 re del nero · a6 re del bianco · d5 torre del bianco · b2 torre del nero | b7 pedone del bianco · e7 re del nero · a6 re del bianco · d5 torre del bianco · b2 torre del nero | b7 pedone del bianco · e7 re del nero · a6 re del bianco · d5 torre del bianco · b2 torre del nero | b7 pedone del bianco · e7 re del nero · a6 re del bianco · d5 torre del bianco · b2 torre del nero | b7 pedone del bianco · e7 re del nero · a6 re del bianco · d5 torre del bianco · b2 torre del nero | b7 pedone del bianco · e7 re del nero · a6 re del bianco · d5 torre del bianco · b2 torre del nero | b7 pedone del bianco · e7 re del nero · a6 re del bianco · d5 torre del bianco · b2 torre del nero | 1 |
|   | a                                                                                                  | b                                                                                                  | c                                                                                                  | d                                                                                                  | e                                                                                                  | f                                                                                                  | g                                                                                                  | h                                                                                                  |   |

Il Nero, avendo la prima mossa, può evitare che la torre bianca si porti sulla quarta traversa, ma allora il Bianco può vincere ugualmente con:
1…Ta4
2.Td1+ Re7
3.Rc7 Tc4+
4.Rb6 Tb4+
5.Ra6 Tb2
La torre nera non è abbastanza lontana per poter dare scacco: se 5…Ta4+, allora 6.Rb5 vince. Ora il Bianco vince bloccando lo scacco con
6.Td5
seguito da
7 Tb5

## Un piano difensivo alternativo
Anche provare altri piani difensivi non dà nessun frutto per il Nero. Dopo 1.Td1+ Re7 2.Td4, ad esempio:
2…Tb2
non impedisce al Bianco di portare a compimento il proprio piano come sopra descritto, o anche semplicemente con:
3.Ta4 Rd7
4.Ra7 Rc7
5.Tc4+
scaccia il re nero e consente la promozione (oppure 5.b8=D Txb8 6.Tc4+ guadagnando la torre).

## Conclusioni
I finali di torre sono piuttosto frequenti negli scacchi e questa posizione è molto importante dato che molti dei finali finiscono col semplificarsi fino ad essa. Da che è una posizione di vittoria riconosciuta, spesso il gioco nel finale verte sul fatto che il giocatore col pedone di vantaggio lotti per raggiungerla e l'altro per evitarla.